# Last Look at Eden
Last Look At Eden je devátým studiovým albem švédské hard rockové skupiny Europe. Vydáno bylo 9. září, 2009 společností Universal.

## Seznam skladeb
1. "Prelude" (Joey Tempest, Mic Michaeli, Tobias Lindell) – 0:52
2. "Last Look at Eden" (Joey Tempest, Andreas Carlsson, Europe) – 3:55
3. "Gonna Get Ready" (Joey Tempest, Andreas Carlsson, Europe) – 3:35
4. "Catch That Plane" (Joey Tempest, Europe) – 4:46
5. "New Love in Town" (Joey Tempest, Mic Michaeli, Andreas Carlsson, Europe) – 3:33
6. "The Beast" (Joey Tempest, John Levén, Europe) – 3:23
7. "Mojito Girl" (Joey Tempest, Europe) – 3:44
8. "No Stone Unturned" (Joey Tempest, Europe) – 4:48
9. "Only Young Twice" (Joey Tempest, John Norum, Europe) – 3:51
10. "U Devil U" (Joey Tempest, Europe) – 4:10
11. "Run with the Angels" (Joey Tempest, John Norum, Mic Michaeli, Europe) – 4:03
12. "In My Time" (Joey Tempest, Andreas Carlsson, Europe) – 6:15

## Sestava
- Joey Tempest – zpěv
- John Norum – kytara
- John Levén – baskytara
- Mic Michaeli – klávesy
- Ian Haugland – bicí